# Marvin Bernárdez
Marvin Javier Bernárdez García (ur. 5 lutego 1995 w La Ceiba) – honduraski piłkarz występujący na pozycji skrzydłowego, reprezentant Hondurasu, od 2021 roku zawodnik Vidy.